# Wybory parlamentarne na Nauru w 1976 roku
Czwarte wybory do Parlamentu Nauru miały miejsce 18 grudnia 1976 roku.
Łącznie oddano 1348 głosów, 27 było nieważnych (według innego źródła – 193 były nieważne). Prezydenta oraz skład rządu wybrano 22 grudnia tego samego roku. Na prezydenta wybrano po raz pierwszy Bernarda Dowiyogo, który zastąpił Hammera DeRoburta.
Nieco ponad trzy tygodnie po wyborach zmarł jeden z parlamentarzystów – Austin Bernicke. W związku z jego śmiercią odbyły się wybory uzupełniające w okręgu Buada.

## Szczegółowe wyniki wyborów

### Aiwo
Głosy ważne – 167,

Głosy nieważne – 1.
| Miejsce | Kandydat                | Wartość głosów |
| ------- | ----------------------- | -------------- |
| 1       | Samuel Edwin Tsitsi     | 94,53          |
| 2       | Kinza Godfrey Clodumar  | 93,33          |
| 3       | Reginald Roderick Akiri | 67,72          |
| 4       | August Detonga Deiye    | 64,53          |
| 5       | Clifford Andrew Simon   | 58,92          |

### Anabar
Głosy ważne – 122,

Głosy nieważne – 7.
| Miejsce | Kandydat               | Wartość głosów |
| ------- | ---------------------- | -------------- |
| 1       | David Peter Gadaroa    | 70,35          |
| 2       | Obeira Menke           | 59,1           |
| 3       | Agoko James Doguape    | 57,87          |
| 4       | Felix Kun              | 55,6           |
| 5       | Ainungom Jerry Waidabu | 35,65          |

### Anetan
W okręgu wyborczym Anetan nie głosowano w wyborach, powodem była zbyt mała liczba kandydatów do parlamentu. 5 grudnia 1976 Simon Gillett, przewodniczący krajowej komisji wyborczej, zdecydował, że do parlamentu IV kadencji wybrani zostali: 
| Miejsce | Kandydat                   | Wartość głosów |
| ------- | -------------------------- | -------------- |
| –       | Roy Demanganuwe Degoregore | —              |
| –       | Lawrence Stephen           | —              |

### Boe
Głosy ważne – 144,

Głosy nieważne – 2.
| Miejsce | Kandydat                        | Wartość głosów |
| ------- | ------------------------------- | -------------- |
| 1       | Hammer DeRoburt                 | 112            |
| 2       | Nangindeit Temanimon Kenos Aroi | 89,67          |
| 3       | Gouradage Star                  | 62,33          |

### Buada
Głosy ważne – 148,

Głosy nieważne – 0.
| Miejsce | Kandydat               | Wartość głosów |
| ------- | ---------------------- | -------------- |
| 1       | Austin Bernicke        | 81,25          |
| 2       | Ruben James Tullen Kun | 67,35          |
| 3       | Totouwa Depaune        | 62,47          |
| 4       | Alec Hindmarsh Stephen | 55,48          |
| 5       | Rennie Harris          | 48,68          |
| 6       | Vinson Franco Detenamo | 47,37          |

### Meneng
Głosy ważne – 245,

Głosy nieważne – 4.
| Miejsce | Kandydat                     | Wartość głosów |
| ------- | ---------------------------- | -------------- |
| 1       | James Ategan Bop             | 120,05         |
| 2       | Bobby Ingitebo Ralph Eoe     | 117,14         |
| 3       | Frank Sinatra Jannecke Canon | 96,00          |
| 4       | Denumidaoao Christmas Bam    | 80,95          |
| 5       | Ririanang Allan Thoma        | 79,22          |
| 6       | David Audi Areymago Dabwido  | 74,42          |
| 7       | Dogaben Alec Jimrock Harris  | 67,46          |

### Ubenide
Głosy ważne – 336,

Głosy nieważne – 9.
| Miejsce | Kandydat                         | Wartość głosów |
| ------- | -------------------------------- | -------------- |
| 1       | Robidok Bagewa Buraro Detudamo   | 147,62         |
| 2       | Bernard Annen Auwen Dowiyogo     | 125,17         |
| 3       | Idarababwin Victor Eoaeo         | 119,05         |
| 4       | Derog Gioura                     | 118,73         |
| 5       | Kennan Ranibok Adeang            | 103,69         |
| 6       | Lagumot Gagiemem Nimidere Harris | 103,55         |
| 7       | James DeLuckner Aingimea         | 71,68          |
| 8       | Paul Lawrence Ribauw             | 71,34          |
| 9       | Mark Dennis Kun                  | 63,98          |
| 10      | Joseph Laben Hiram               | 60,06          |

### Yaren
Głosy ważne – 159,

Głosy nieważne – 4.
| Miejsce | Kandydat                             | Wartość głosów |
| ------- | ------------------------------------ | -------------- |
| 1       | Joseph Detsimea Audoa                | 116,63         |
| 2       | Leo Depagadogi Keke                  | 72,63          |
| 3       | Alfred Derangdedage Bribirinang Dick | 65,33          |
| 4       | Pres-Nimes Dabwadauw Ekwona          | 63,12          |
| 5       | John Binono Willis                   | 45,33          |